# Le Mystère de la vie
Pour plus de détails, voir Fiche technique et Distribution.
Le Mystère de la vie (Haus des Lebens) est un film allemand réalisé par Karl Hartl sorti en 1952, d'après le roman de Käthe Lambert.

## Synopsis
Dans le service de maternité du Dr Peter Heidt, la docteur Elisabeth Keller et l'infirmière Hedwig sont confrontées chaque jour à de nouveaux destins de femme. Comme Else Koschitzky qui vient d'accoucher de sa troisième fille dans le monde, pleure tous les jours pendant l'allaitement, son mari est tellement déçu par l'absence de fils qu'il ne veut pas se rendre à son chevet. Josepha Spratt, deux fois veuve, a mis un enfant au monde, mais n'ose pas le dire à son fils adulte de son premier mariage. Le jeune Christine rejette son enfant à naître, car elle a été abandonnée par son petit ami tandis que la chanteuse Inge Jolander craint non seulement pour son apparence, mais aussi pour sa voix. Et la journaliste sportive Grit Harlacher apprend finalement qu'elle aura des jumeaux. Peter, Elizabeth et Hedwig peuvent résoudre tous ces problèmes : avec les mots, ils mettent fin aux soucis superficiels. Et Christine trouve chez le jardinier de la clinique un nouveau petit ami.
En outre, Pierre et Elisabeth se rapprochent et il lui fait enfin une proposition de mariage, elle accepte. Elle est déçue pour son amie Hedwig qui est amoureuse de Peter. Mais Hedwig sait son secret : Elisabeth ne peut pas voir d'enfant. Enfant, elle a eu un accident - Elisabeth se souvient bien, un homme voulait prendre le train en marche et l'a poussée contre la voie - et dût se faire opérer à plusieurs reprises. Il est donc peu probable qu'elle ait un enfant. Son père adoptif ne lui a jamais dit, il accepte la demande en mariage de Peter. Mais Hedwig avoue la vérité à Elisabeth. Bouleversée, la docteur tente de mettre fin à ses jours mais est sauvée à temps. Son dossier médical confirme ce que Hedwig lui a dit. Elle revient à l'hôpital, encore sous le choc. Lors d'une discussion avec Peter, elle lui avoue sa stérilité. Elle veut rompre les fiançailles, elle sait que Peter veut avoir des enfants. Peter veut rester avec elle. Finalement ils se disent : Tous les deux ont dans leur environnement professionnel assez d'enfants qu'ils ils peuvent accompagner ensemble.

## Fiche technique
- Titre original : Haus des Lebens
- Titre français : Le Mystère de la vie[1]
- Réalisation : Karl Hartl assisté de Hans J. Thiery
- Scénario : Karl Hartl, Felix Lützkendorf
- Musique : Bernhard Eichhorn
- Direction artistique : Franz Bi, Botho Höfer (de)
- Directeurs de la photographie : Josef Illig (de) et Franz Koch
- Son : Hans Wunschel
- Montage : Gertrud Hinz (de)
- Pays d'origine :  Allemagne de l'Ouest
- Genre: Drame
- Production : Heinz Abel, Karl Hartl
- Société de production : Helios-Filmproduktion
- Société de distribution : Schorcht Filmverleih Gmbh
- Longueur : 104 minutes
- Format : Noir et blanc - 1,37:1 - Mono - 35 mm
- Dates de sortie : 
  -  Allemagne de l'Ouest : 12 septembre 1952
  -  Finlande : 2 octobre 1953
  -  Danemark : 1er février 1954
  -  Suède : 5 mars 1954
  -  Allemagne de l'Est : 15 avril 1954
  -  France : 18 avril 1955[1].

## Distribution
- Gustav Fröhlich : Dr. Peter Haidt
- Cornell Borchers : Dr. Elisabeth Keller
- Edith Mill : Hedwig l'infirmière
- Viktor Staal : Willi Kuschitzky
- Hansi Knoteck : Else Kuschitzky
- Judith Holzmeister : Inge Jolander
- Curd Jürgens : Axel Jolander
- Gertrud Kückelmann : Christine
- Edith Schultze-Westrum : Josepha Spratt
- Petra Unkel : Grit Harlacher
- Elfriede Kuzmany : Mme Frey
- Paula Braend : Mme Wilk
- Claire Reigbert : Sœur Sophie
- Franz Muxeneder : Hense
- Erich Ponto : M. Merk
- Hans Leibelt : Kögl
- Joachim Brennecke : Kurt Baumann
- Karlheinz Böhm : Pit Harlacher
- Hans Hermann Schaufuss : M. Harlacher
- Rudolf Schündler : Dr. Blümel
- Viktor Afritsch : Dr. Billich
- Siegfried Breuer jr. : Le fils de Josepha

## Source de la traduction
- (de) Cet article est partiellement ou en totalité issu de l’article de Wikipédia en allemand intitulé « Haus des Lebens (Film) » (voir la liste des auteurs).